# Schistidium fallax
Schistidium fallax är en bladmossart som beskrevs av Ryszard Ochyra och Celina Maria Matteri 1996. Schistidium fallax ingår i släktet blommossor, och familjen Grimmiaceae. Inga underarter finns listade i Catalogue of Life.